# Вентрикулярная пункция
Вентрикуля́рная пу́нкция — пункция боковых желудочков мозга, осуществляемая с диагностической (получение цереброспинальной жидкости для исследования, измерение внутричерепного давления) и лечебной целью.

## Показания
- получение ликвора на анализ;
- измерение внутричерепного давления;
- выполнение вентрикулографии (контрастирование желудочков головного мозга с помощью рентгеноконтрастных веществ);
- выведение цереброспинальной жидкости для снижения внутричерепного давления при нарушении оттока ликвора из желудочковой системы мозга;
- выполнение операций на желудочковой системе с помощью вентрикулоскопа;
- установка системы наружного дренирования желудочков мозга или выполнение шунтирующих операций на ликворной системе мозга.

## Техника
Чаще производится пункция переднего или заднего рога бокового желудочка.
При пункции переднего рога бокового желудочка делают линейный разрез мягких тканей длиной около 4 см. Края кожи разводят с помощью ранорасширителя Янсена. Накладывают фрезевое отверстие в точке Кохера, которое должно располагаться на 2 см кпереди от венечного шва и на 2 см латеральнее средней линии сагиттального шва. Твёрдую мозговую оболочку вскрывают крестообразно и в мозг вводят канюлю для вентрикулопункции. Канюлю продвигают параллельно сагиттальной плоскости в направлении внутреннего слухового прохода. В норме у взрослых передний рог располагается на глубине 5—5,5 см. При гидроцефалии это расстояние может существенно сокращаться.
Для пункции заднего рога фрезевое отверстие накладывают в точке Денди на 3 см латеральнее и на 3 см выше наружного затылочного бугра. Канюли погружают в мозг в направлении верхненаружного края глазницы. В норме задний рог располагается на глубине 6—7 см.